# Thamnochortus scabridus
Thamnochortus scabridus är en gräsväxtart som beskrevs av Neville Stuart Pillans. Thamnochortus scabridus ingår i släktet Thamnochortus och familjen Restionaceae. Inga underarter finns listade i Catalogue of Life.